# Anja Knapp
Anja Knapp (* 11. September 1988 in Bad Urach) ist eine ehemalige deutsche Triathletin. Sie ist Deutsche Meisterin auf der Triathlon-Sprintdistanz (2012), Europameisterin und Weltmeisterin im Mixed Relay (2013).

## Werdegang
Nach Abschluss der Ausbildung zur Mikrotechnologin war Anja Knapp seit August 2011 als Profi-Sportlerin tätig. Sie ging 1997 bei ihrem ersten Triathlon an den Start startete für die SG Dettingen/Erms und in der Bundesliga für das Stadtwerke Team Witten.

### Deutsche Meisterin Triathlon Sprintdistanz 2012
Im August 2012 wurde Anja Knapp Deutsche Meisterin auf der Triathlon-Sprintdistanz. Sie war bis 2016 Mitglied im B-Kader der Deutschen Triathlon Union (DTU).

Bei der Europameisterschaft 2013 auf der olympischen Distanz (1,5 km Schwimmen, 40 km Radfahren und 10 km Laufen) in Alanya belegte sie im Juni den sechsten Rang. Im Team mit Jonathan Zipf, Rebecca Robisch und Sebastian Rank wurde sie Europameisterin im Mixed Relay. Fünf Wochen später beim ITU World Triathlon Hamburg gewann sie zusammen mit Jan Frodeno, Anne Haug und Franz Löschke auch die Weltmeisterschaft im Mixed Relay. Trainiert wird Anja Knapp von Erich Jud und Dan Lorang.
Im zweijährigen Qualifikationszeitraum für einen Startplatz bei den Olympischen Sommerspielen 2016 erreichte Anja Knapp zwar mit Platz 47 die drittbeste Platzierung der deutschen Athletinnen auf der ITU-Olympiaqualifikationsliste, erfüllte aber nicht die von DTU und DOSB vereinbarten sportlichen Qualifikationskriterien. Aus teamtaktischen Gründen wurde Knapp als eine der besten Schwimmerinnen im Nationalkader trotzdem von der DTU für einen Start neben Anne Haug vorgeschlagen. Am 20. Juli 2016 entschied der DOSB jedoch, dass nur Anne Haug und Laura Lindemann an den Olympischen Spielen teilnehmen.
Im August 2017 wurde sie Deutsche Vizemeisterin auf der Triathlon-Sprintdistanz. Im September 2021 erklärte die 33-Jährige ihre aktive Zeit als beendet.
Auch ihre Zwillingsschwester Julia ist als Triathletin aktiv. Anja Knapp lebt in Dettingen an der Erms.

## Sportliche Erfolge
| Datum/Jahr    | Rang | Wettbewerb                                           | Austragungsort | Zeit       | Bemerkung                                                                                               |  |
| ------------- | ---- | ---------------------------------------------------- | -------------- | ---------- | --- |  |
| 6. Juni 2021  | 12   | DTU Deutsche Meisterschaft Triathlon Sprintdistanz   | Berlin         | 01:00:05   | |  |
| 5. Sep. 2020  | 50   | ITU World Championship Series 2020                   | Hamburg        | 00:57:51   | Weltmeisterschaft                                                                                       |  |
| 2. Sep. 2018  | 4    | ITU Triathlon World Cup                              | Karlsbad       | 02:08:51   | |  |
| 22. Juli 2018 | 3    | T3-Triathlon                                         | Düsseldorf     | 01:03:20   | |  |
| 2. Juni 2018  | 14   | ITU Triathlon World Cup                              | Cagliari       | 01:02:16   | hinter der österreichischen Siegerin Lisa Perterer                                                      |  |
| 20. Aug. 2017 | 2    | DTU Deutsche Meisterschaft Triathlon Sprintdistanz   | Grimma         | 01:05:14   | Deutsche Vizemeisterin Triathlon-Sprintdistanz                                                          |  |
| 24. Juni 2017 | 10   | ETU Sprint Distance Triathlon European Championships | Düsseldorf     | 01:04:24   | Europameisterschaft auf der Sprintdistanz beim T3 Triathlon                                             |  |
| 9. Apr. 2017  | 2    | Internationaler Triathlon Wallisellen                | Wallisellen    | 00:47:43   | Zweite hinter Jolanda Annen                                                                             |  |
| 2. Aug. 2015  | 25   | ITU World Olympic Qualification Event                | Rio de Janeiro | 02:03:33   | |  |
| 19. Apr. 2015 | 2    | Internationaler Triathlon Wallisellen                | Wallisellen    | 00:50:37,2 | |  |
| 26. Apr. 2014 | 17   | ITU World Championship Series 2014                   | Kapstadt       |            | |  |
| 21. Juli 2013 | 1    | ITU Triathlon World Championship Mixed Relay         | Hamburg        | 01:17:55   | Weltmeister mit dem deutschen Team (mit Jan Frodeno, Anne Haug und Franz Löschke)                       |  |
| 16. Juni 2013 | 1    | ETU Triathlon European Championship Mixed Relay      | Alanya         | 01:32:05   | Europameister mit dem deutschen Team (mit Jonathan Zipf, Sebastian Rank und Rebecca Robisch)            |  |
| 14. Juni 2013 | 6    | ETU Triathlon European Championships                 | Alanya         | 01:55:39   | |  |
| 19. Aug. 2012 | 1    | DTU Deutsche Meisterschaft Triathlon Sprintdistanz   | Witten         | 00:57:51   | Deutsche Triathlon-Meisterin auf der Sprintdistanz (0,75 km Schwimmen, 20 km Radfahren und 5 km Laufen) |  |
| 23. Juni 2012 | 15   | ITU World Championship Series 2012                   | Kitzbühel      | 02:07:18   | [ 7 ]                                                                                                   |  |
| 6. Mai 2012   | 2    | ITU Triathlon European Cup                           | Antalya        | 02:02:44   | [ 8 ]                                                                                                   |  |
| 3. Juni 2012  | 2    | DTU Deutsche Triathlon-Meisterschaft Kurzdistanz     | Darmstadt      | 02:11:02   | Deutsche Vizemeisterin im Triathlon über die olympische Distanz; hinter Ricarda Lisk                    |  |
| 22. Apr. 2012 | 2    | ETU Triathlon European Championships                 | Eilat          | 01:12:22   | Vizeeuropameisterin in der 4er Staffel mit Justus Nieschlag, Sarah Fladung und Franz Löschke            |  |
| 20. Apr. 2012 | 18   | ETU Triathlon European Championships                 | Eilat          | 02:14:13   | Olympische Kurzdistanz                                                                                  |  |
| 7. Apr. 2012  | 8    | ITU Sprint Triathlon African Cup                     | Larache        | 01:12:36   | [ 11 ]                                                                                                  |  |

| Datum/Jahr   | Rang | Wettbewerb | Austragungsort | Zeit  | Bemerkung           |
| ------------ | ---- | ---------- | -------------- | ----- | ------------------- |
| 4. Feb. 2018 | 1    | Winterlauf | Gniebel        | 36:35 | Siegerin über 10 km |